# Scottie Barnes
Scott Wayne Barnes Jr. (født 1. august 2001) er en amerikansk professionel basketballspiller, som spiller for NBA-holdet Toronto Raptors. Han har været på All-Star holdet en gang i hans karriere og blev kåret som ligaens Rookie of the Year i 2022.

## Klubkarriere

### Toronto Raptors
Barnes blev draftet af Toronto Raptors med det fjerde valg i 2021 draften. Han imponerede i sin debutsæson, og blev ved sæsonens udgang kåret som Rookie of the Year i en tæt afstamning imod Evan Mobley.
Barnes blev i 2023-24 sæsonen for første gang inkluderet på All-Star holdet som skadeserstatning for Julius Randle og Joel Embiid.